# Pępnica drobna

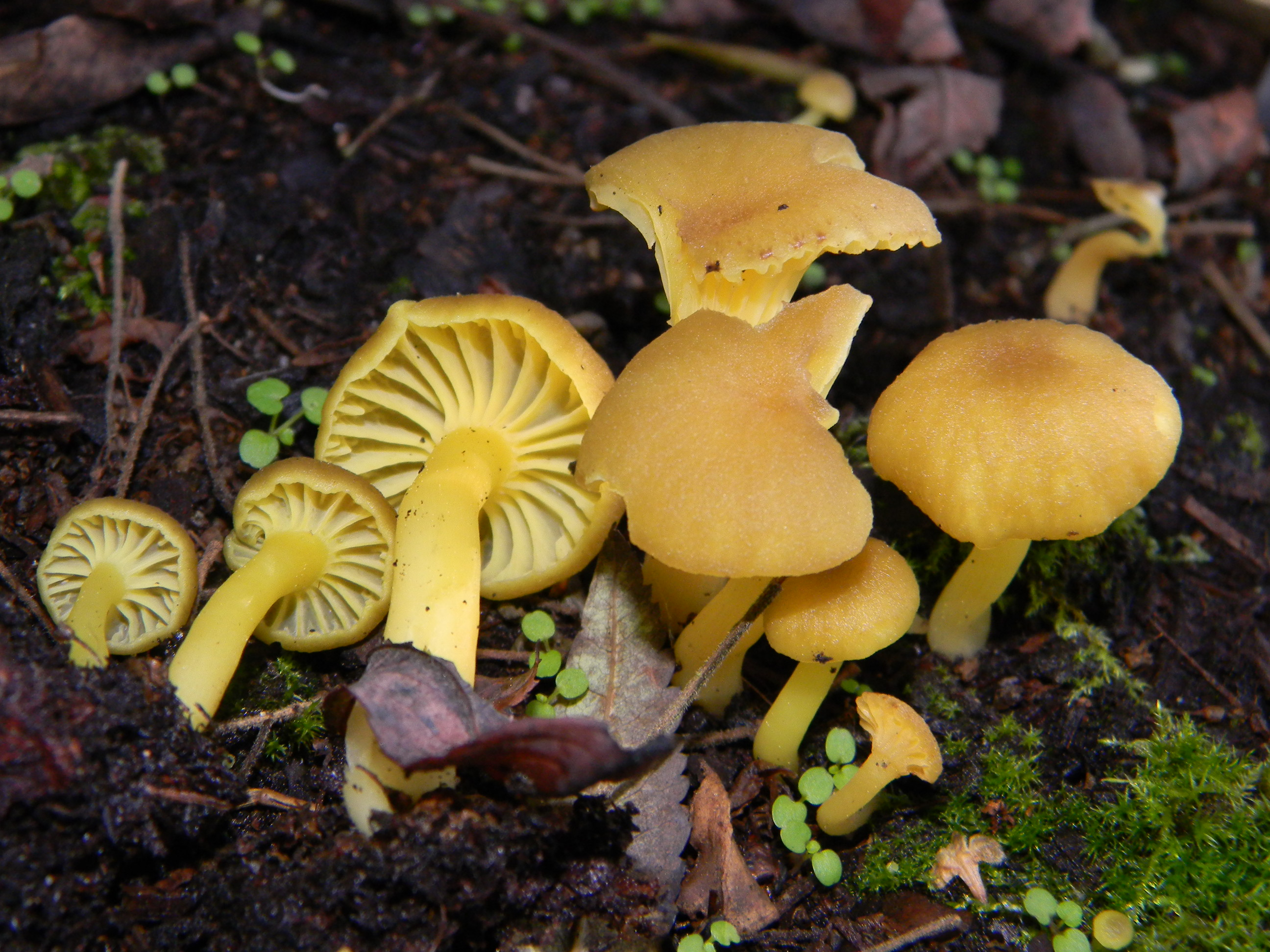

Pępnica drobna (Chrysomphalina grossula (Pers.) Norvell, Redhead & Ammirati) – gatunek grzybów należący do rodziny wodnichowatych (Hygrophoraceae).

## Systematyka i nazewnictwo
Pozycja w klasyfikacji według Index Fungorum: Chrysomphalina, Hygrophoraceae, Agaricales, Agaricomycetidae, Agaricomycetes, Agaricomycotina, Basidiomycota, Fungi.
Po raz pierwszy gatunek ten opisał w 1828r. Christiaan Hendrik Persoon, nadając mu nazwę Agaricus grossulus, później przez różnych badaczy zaliczany był do rodzajów Camarophyllus, Cuphophyllus, Gerronema, Hygrophorus, Omphalia, Omphalina. Według aktualnych ustaleń taksonomicznych należy do rodzaju Chrysomphalina, do którego włączony został w 1994 r. (a rodzaj ten utworzony został w 1992). Ma ponad 20 synonimów łacińskich. Niektóre z nich:

- Agaricus grossulus Pers. 1828
- Camarophyllus grossulus (Pers.) Clémençon 1982
- Cuphophyllus grossulus (Pers.) Bon 1985
- Gerronema grossulum (Pers.) Singer 1973
- Hygrophorus wynneae Berk. & Broome 1879
- Omphalia abiegna (Berk. & Broome) Lange 1930
- Omphalia bibula Quél. 1886
- Omphalia umbellifera var. citrina (Quél.) Quél. 1886
- Omphalia wynneae (Berk. & Broome) Quél. 1883
- Omphalina abiegna (Berk. & Broome) Singer 1951
- Omphalina bibula Quél. 1886
- Omphalina grossula (Pers.) Singer 1961
- Omphalina umbellifera var. citrina Quél. 1886
- Omphalina wynneae (Berk. & Broome) P.D. Orton 1959

W jednym z atlasów grzybów jest opisany jako pępowniczka drobna, Władysław Wojewoda w 2003 zaproponował nazwę pępówka drobna, obydwie te nazwy jednak nie są zgodne z aktualną nazwą naukową. W 2025 r. Komisja ds. Nazewnictwa Grzybów zarekmendowała nazwę pępnica drobna.

## Morfologia
Należy do grupy najmniejszych przedstawicieli grzybów kapeluszowych.
Kapelusz
Średnica 1–3 cm, kształt wyraźnie kulisty, u starszych okazów wgłębiony. Powierzchnia gładka, w kolorze od białawego do zielonożółtego. Z wiekiem jaśnieje. Krawędzie kapelusza głębokożłobkowane i prążkowane.
Blaszki
Rzadkie i szeroko zbiegające na trzon, w kolorze takim samym, jak górna powierzchnia kapelusza
Trzon
Wysokość 1–3 cm, grubość ok. 2 mm. Jest walcowaty, gładki i błyszczący. Kolor białawy lub zielono żółtawy.
Miąższ
Cienki, białawy.
Wysyp zarodników
Biały.

## Występowanie i siedlisko
Notowany jest tylko w niektórych krajach Europy, oraz w stanie Waszyngton w USA. W Polsce jego rozprzestrzenienie nie jest znane, w piśmiennictwie naukowym do 2003 r. podano tylko dwa stanowiska.
Występuje głównie w lasach górskich, poza nimi jest bardzo rzadka. Saprotrof. Rośnie pod drzewami iglastymi, na rozkładającym się drewnie świerków, jodeł i sosen, w pobliżu martwych pni i pniaków. Występuje pojedynczo lub grupami. Gatunek całoroczny. Owocniki pojawiają się późno, zwykle dopiero od września. Rozwijają się również w zimie, nawet w lutym, jeśli jest ciepło i bezśnieżnie.

## Znaczenie
Saprotrof. Grzyb niejadalny. Z powodu zbyt drobnych rozmiarów i dość rzadkiego występowania dla grzybiarzy nie ma żadnego znaczenia użytkowego. Nie prowadzono też badań jego wartości spożywczej.